# Ferrari F10
Ferrari F10 er en Formel 1-bil udviklet af Scuderia Ferrari. Den blev præsenteret i Maranello i Italien den 28. januar 2010 og blev anvendt i Formel 1 2010-sæsonen. Den 20. februar 2010 erklærede Fernando Alonso, at det var den bedste bil, han nogensinde har kørt.
Modellen blev afløst af Ferrari 150° Italia for 2011-sæsonen. 

## Samlede Formel 1 resultater
Resultater med fed indikerer pole position; resultater i kursiv indikerer hurtigste omgangstid. Alle resultater er for Formel 1 2010-sæsonen.
| Hold                      | Motor          | Dæk | Kørere | 1   | 2   | 3   | 4   | 5   | 6   | 7   | 8   | 9   | 10  | 11  | 12  | 13  | 14  | 15  | 16  | 17  | 18  | 19  | Points | WCC |
| ------------------------- | -------------- | --- | ------ | --- | --- | --- | --- | --- | --- | --- | --- | --- | --- | --- | --- | --- | --- | --- | --- | --- | --- | --- | ------ | --- |
| Scuderia Ferrari Marlboro | Ferrari 056 V8 | B   |        | BHR | AUS | MAL | CHN | ESP | MON | TUR | CAN | EUR | GBR | GER | HUN | BEL | ITA | SIN | JPN | KOR | BRA | ABU | 396    | 3   |
| Scuderia Ferrari Marlboro | Ferrari 056 V8 | B   | Massa  | 2   | 3   | 7   | 9   | 6   | 4   | 7   | 15  | 11  | 15  | 2   | 4   | 4   | 3   | 8   | Udg | 3   | 15  | 10  | 396    | 3   |
| Scuderia Ferrari Marlboro | Ferrari 056 V8 | B   | Alonso | 1   | 4   | 13  | 4   | 2   | 6   | 8   | 3   | 8   | 14  | 1   | 2   | Udg | 1   | 1   | 3   | 1   | 3   | 7   | 396    | 3   |